# Oedipina ignea
Oedipina ignea é uma espécie de salamandra da família Plethodontidae.
Pode ser encontrada nos seguintes países: Guatemala, Honduras e possivelmente em El Salvador.
Os seus habitats naturais são: regiões subtropicais ou tropicais húmidas de alta altitude.
Está ameaçada por perda de habitat.